# Martina Grunert
Martina Grunert, née le 17 mai 1949 à Leipzig, est une ancienne nageuse est-allemande.

## Biographie
Elle remporte l'or sur le 100 m nage libre aux Championnats d'Europe de natation 1966 qui se déroulent à Utrecht. Deux ans plus tard, aux Jeux olympiques d'été de 1968, elle est membre du relais 4 x100 m nage libre qui est médaillée argent avec Uta Schmuck, Roswitha Krause et Gabriele Wetzko. Elle rafle également l'or sur le 200 m 4 nages aux championnats d'Europe de natation 1970.